# 姜登選
姜 登選（きょう とうせん）は、清末民初の軍人。北京政府、奉天派に属した。字は超六。

## 事跡

### 朱慶瀾の腹心として
農業・商業兼業の富裕な家庭に生まれる。初めは学問を志したが、富国強兵路線の必要性を知ると、軍人の道を歩み始めた。1903年（光緒29年）、官費により日本に軍事留学する。この時、黄興・宋教仁の影響を受け、1904年（光緒30年）に中国同盟会に加入した。1908年（光緒34年）、陸軍士官学校砲兵科を卒業した。
帰国後は奉天巡防統領朱慶瀾の下で任用され、朱からその才能を評価される。朱が四川省に転任すると、姜もこれに随従し、陸軍第33混成協二等参謀官、四川陸軍小学堂総弁等をつとめた。1911年（宣統3年）、四川で鉄道国有化反対運動と武昌起義が結びつき、四川総督趙爾豊が下野に追い込まれる。このとき、朱は成都で四川軍政府副都督に擁立され、姜も四川軍政府参謀総長に推薦された。しかし姜は、これを固辞している。まもなく、朱は兵士の反乱により失脚に追い込まれたため、姜は朱とともに四川省を退出した。
1912年（民国元年）に保定陸軍軍官学校教官、翌年に貴州陸軍第1師参謀長に任命される。同年11月、四川時代の上司で黒竜江に赴任していた朱慶瀾の下に戻り、署黒竜江督軍公署参謀長に任命された。12月、陸軍少将の位を授与される。1914年（民国3年）6月には、鎮安右将軍行署参謀長として朱を補佐した。同年5月、朱が許蘭洲により下野に追い込まれると、姜もともに下野する。1916年（民国5年）、朱が広東省長に任命されると、姜はやはりこれに随従して補佐を続けた。

### 奉天派に属す
1917年（民国6年）、朱慶瀾が広東省長を辞職すると、姜登選もやはり辞職する。その後、北京に召還されて、姜は総統府咨議に任じられた。1922年（民国11年）、姜は奉天軍総参議として、奉天派の張作霖に帰属する。同年4月の第1次奉直戦争で奉天派は敗北した。しかし姜自身は、工兵を率いて防衛線を建造し、奉天軍の退却を支援した。これにより張作霖の評価を受けた姜は、奉軍訓練総監、東三省陸軍整理処副統監等に任命される。姜は奉軍の建て直し、精鋭化に従事した。
1924年（民国13年）の第2次奉直戦争では、姜は鎮威軍第1軍軍長に任命され、活躍した。しかしこの過程で、同僚の郭松齢と対立が発生している。ただ、姜も郭同様に、軍縮・民力休養の考えは有していた。そのため張作霖や段祺瑞にその旨を進言したことがあるが、受け入れられなかった。

### 同僚に粛清される
1925年（民国14年）8月、姜は南下し、蘇皖剿匪司令、安徽軍務督弁に任じられた。しかし、姜は直隷派の孫伝芳の攻撃を受けて、安徽から撤退する。姜は山東省の張宗昌と連合し、孫に反撃したが、逆に大敗した。その後、奉軍第4方面軍軍団長に任命されている。
同年11月22日、郭松齢が張作霖に対して兵変を起こす。奉天省へ戻る途中の姜登選は、灤県を単身で訪問し、郭との面談を求めた。しかし姜は、その場で郭により拘束されてしまう。郭は、姜に兵変に加わるよう勧めたが、姜は大喝してこれを拒絶する。そのため郭は、姜を26日に銃殺刑に処した。享年46。
姜登選の人柄は、剛毅果敢、誠実、清廉にして、栄達・利益を求めないものであり、また、その軍紀も厳正であった。そのため、郷里の人々に、優れた印象を与えていたという。

## 注
1. ↑  『南宮市志』による。徐友春主編『民国人物大辞典 増訂版』は1881年（光緒7年）生まれとしている。
2. ↑  『南宮市志』による。来新夏ほか『北洋軍閥史』、徐友春主編『民国人物大辞典増訂版』は、冀県の人としている。
3. ↑  『南宮市志』 768頁